# エミリー・ブロンテ (小惑星)
エミリー・ブロンテ (39428 Emilybrontë) は、小惑星帯にある小惑星。パロマー天文台のトム・ゲーレルスとライデン天文台のファン・ハウテン夫妻が発見した。
小惑星番号39427から39429までは、イギリスの小説家のブロンテ姉妹から命名された。39428番は次女のエミリー・ブロンテにちなんで名付けられた。